# Портрет Дмитрия Васильевича Лялина
«Портрет Дмитрия Васильевича Лялина» — картина Джорджа Доу и его мастерской, из Военной галереи Зимнего дворца.
Картина представляет собой погрудный портрет генерал-майора Дмитрия Васильевича Лялина из состава Военной галереи Зимнего дворца.
К началу Отечественной войны 1812 года полковник Лялин был шефом Тенгинского пехотного полка, за отличие во Втором сражении под Полоцком был произведён в генерал-майоры. Во время Заграничного похода 1813 года в Померании и Пруссии, в сражении под Лютценом был ранен. В кампании 1814 года во Франции отличился при штурме Роменвиля под Парижем.
Изображён в генеральском мундире, введённом для пехотных генералов 7 мая 1817 года — поскольку Лялин вышел в отставку в 1816 году, он такой мундир носить не мог и должен быть изображён в общегенеральском мундире образца 1808 года. Слева на груди звезда ордена Св. Владимира, ошибочно изображённая вместо звезды ордена Св. Анны 1-й степени; на шее кресты орденов Св. Георгия 3-го класса, прусского Красного орла 2-й степени и Св. Владимира 3-й степени; справа на груди серебряная медаль «В память Отечественной войны 1812 года» на Андреевской ленте, бронзовая дворянская медаль «В память Отечественной войны 1812 года» на Владимирской ленте и медаль «За взятие Парижа». С тыльной стороны картины надпись: Lialin. Подпись на раме: Д. В. Лялинъ, Генералъ Маiоръ.
7 августа 1820 года Комитетом Главного штаба по аттестации Лялин был включён в список «генералов, заслуживающих быть написанными в галерею» и 17 октября 1822 года император Александр I приказал написать его портрет. Гонорар Доу был выплачен 22 апреля 1828 года. Готовый портрет поступил в Эрмитаж 26 апреля 1828 года. Предыдущая сдача готовых портретов была 21 января 1828 года, соответственно картина датируется между этими числами.

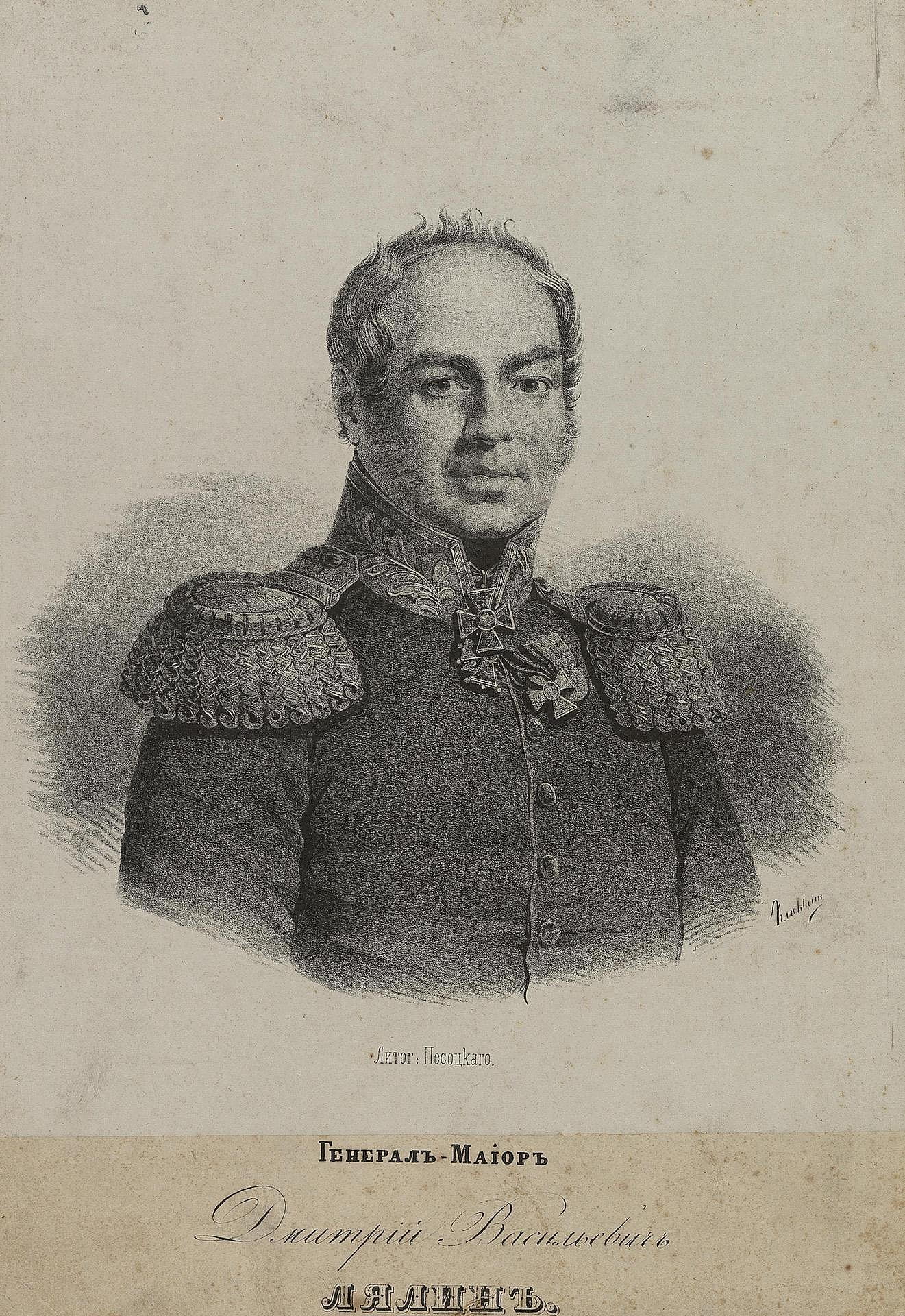
Литография по рисунку И. А. Клюквина

В 1840-е годы в мастерской К. Края по рисунку И. А. Клюквина с портрета была сделана литография, опубликованная в книге «Император Александр I и его сподвижники» . Один из её отдельных оттисков имеется в собрании Эрмитажа (китайская бумага, литография, 27 × 18,7 см, инвентарный № ЭРГ 881). Эта литография вызывает ряд вопросов. На ней Лялин изображён также в мундире нового образца, который он носить не мог, но с иным набором наград, соответствующим комплекту наград, которые Лялин имел к октябрю 1813 года: отсутствует звезда ордена Св. Анны 1-й степени (награждён 29 октября 1813 года за отличие при Лютцене), вместо неё показан шейный крест этого ордена 2-й степени с алмазами, вместо шейного креста ордена Св. Георгия 3-й степени (награждён 18 марта 1814 года за бои под Парижем) имеется нагрудный крест этого ордена 4-й степени, который Лялин получил 29 октября 1813 года одновременно с неизображённой Анненской звездой 1-й степени. А. А. Подмазо высказал предположение, что Клюквин мог воспользоваться неизвестным портретом-прототипом Лялина, которым для написания галерейного портрета также мог пользоваться и Доу. Однако он же сам признаёт это весьма странным, поскольку на снятие рисунков непосредственно с портретов из Военной галереи, предназначенных для издания Михайловского-Данилевского, Клюквин имел особое разрешение императора Николая I и неизвестно, почему он не воспользовался галерейным портретом.